# Исихије Посник
Преподобни Исихије Посник био је хришћански светитељ. 
Исихије Поснике је рођен близу Брусе у 8. веку. Но удаљио се у једну гору, звану Мајонис, злогласну због демонских привиђења. Направио је тамо себи колибу и једну црквицу у част светог апостола Андреје. Сам је оградио градину коју је обрађивао, да би могао живети од свога труда. Верује се да је молитвом својом чинио чудеса, да је прорекао да ће по смрти његовој на том месту бити женски манастир. Такође се верује да је на месец дана пред смрт провидео дан и час своје смрти. У поноћ прореченог дана видели су неки људи његову колибу обасјану необичном светлошћу. И кад су дошли до ње нашли су га мртва. Сахрањен у Цркви Светог Андреје, а доцније Теофилакт, епископ амасијски, пренео га је у град Амасију. Умро је 790. године.
Српска православна црква слави га 5. марта по црквеном, а 18. марта по грегоријанском календару.